# 北恩德贝莱语
北恩德貝萊语（siNdebele saseNyakatho），也稱為津巴布韋恩德貝萊語（Zimbabwe Ndebele），是班圖語支其中一種语言，主要由恩德貝萊族使用，也是津巴布韋官方語言，它深受斯威士语的影响，在某种程度上也受到北索托语的影响。
恩德贝莱语不是南非的官方语言，同样使用范围也不是很广，在南非的恩德贝莱语称为南恩德贝莱语。1957年，第一本恩德贝莱语语法书出版。一本恩德贝莱语字典也正在编撰中。

## 延伸閱讀
- Bowern, Claire; Lotridge, Victoria (编). . Munich: LINCOM EUROPA. 2002. ISBN 3-89586-465-X.
- Sibanda, Galen.  (学位论文). University of California, Berkeley. 2004.
- Hadebe, Samukele. . University of Zimbabwe - University of Oslo. 2002.
- Skhosana, P.B. . University of Pretoria: DLitt Thesis. 2010.

## 外部連結
- Northern Ndebele for Beginners（页面存档备份，存于）
- Speak Ndebele
- The History of the Ndebele People（页面存档备份，存于）